# Riccardo Gatti

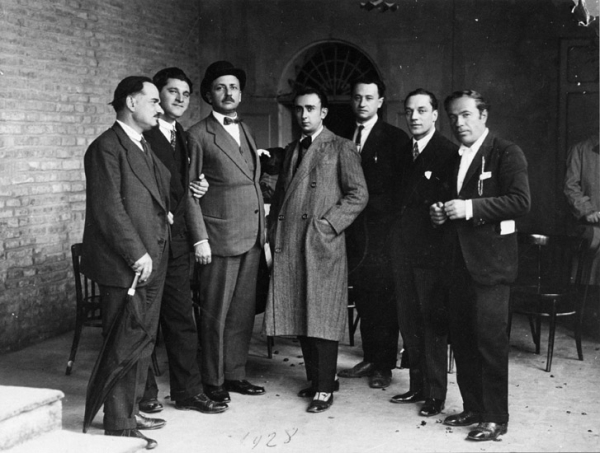
I° Mostra di ceramiche futuriste, Faenza, 1928: (da sinistra) Michele Campana, Giuseppe Fabbri, Marinetti, M. G. Dal Monte, Riccardo Gatti, Riccardo Fabbri, Domenico Rambelli. (Faenza, Archivio Bottega Gatti)

Riccardo Gatti (Faenza, 3 aprile 1886 – Faenza, 29 giugno 1972) è stato un ceramista e scultore italiano.

## Biografia
Nasce a Faenza il 3 aprile 1886. Il padre Francesco era dirigente presso la rinomata ebanisteria Casalini.
Frequenta le classi ginnasiali al Seminario di Faenza e successivamente studia alla Scuola "Tommaso Minardi" di Faenza. Tra i suoi compagni di studi sono da ricordare Anselmo Bucci, Giovanni Guerrini e Aldo Zama. Comincia a lavorare presso la "Minardi Ceramiche", producendo opere in stile decò. Nello stesso periodo, conosce Domenico Baccarini ed entra a far parte del gruppo di artisti chiamato Cenacolo Baccarini, insieme ad Ercole Drei, Pietro Melandri, Domenico Rambelli, Orazio Toschi,  Francesco Nonni e Giuseppe Ugonia. Nel 1906 il gruppo partecipa alla Mostra delle Arti Figurative Faentine, dove Gatti si fa notare per la sua abilità come scultore e plasticatore. Nel 1908 all'Esposizione Torricelliana di Faenza questa abilità gli è riconosciuta con il conferimento della Medaglia d’argento per la scultura.
Tra il 1909 e il 1911 studia a Firenze all'Accademia di Belle Arti, insieme a Francesco Nonni. Nel 1913 si trasferisce a Roma, ma è subito dopo costretto per problemi familiari a tornare a Faenza, dove nuovamente lavora alla Minardi. Alla morte del proprietario, la fabbrica cessa l’attività e Gatti torna a Roma, dove si iscrive alla libera scuola del nudo. Nel 1915 è richiamato alle armi e si arruola nel corpo dei bersaglieri.  Nel 1919 torna a Faenza e lavora presso la fabbrica "Farina". Nel 1924 si sposta alla "Faventia Ars" di Francesco Castellini e Luigi Masini, che avevano rilevato la "Minardi", e nel 1927 (o 1928) apre un proprio laboratorio a Faenza, la "Bottega Faentina", in società con Luigi Montabilini, in via Bologna Piccola 2.
Nell’agosto del 1928 lo scrittore futurista Giuseppe Fabbri coinvolge Gatti, insieme a Mario Ortolani e Anselmo, nella realizzazione di ceramica futurista. Il 28 ottobre del 1928, presso la sede della Soc. Musicale Sarti di Faenza, è inaugurata da Filippo Tommaso Marinetti la “Prima Mostra Ceramica Futurista”, dove sono esposte le opere frutto della collaborazione tra i ceramisti e gli artisti Giacomo Balla, Benedetta Marinetti, Mario Guido Dal Monte e Remo Fabbri. Le diciotto ceramiche realizzate da Gatti (nove di Balla e nove di Dal Monte) hanno grande successo e sono tutte vendute nel giorno stesso dell’inaugurazione.
Nel 1929 Gatti partecipa a diverse esposizioni a Barcellona e Milano. L’anno dopo inizia a collaborare con Giò Ponti, con il quale partecipa a varie Triennali di Milano.  

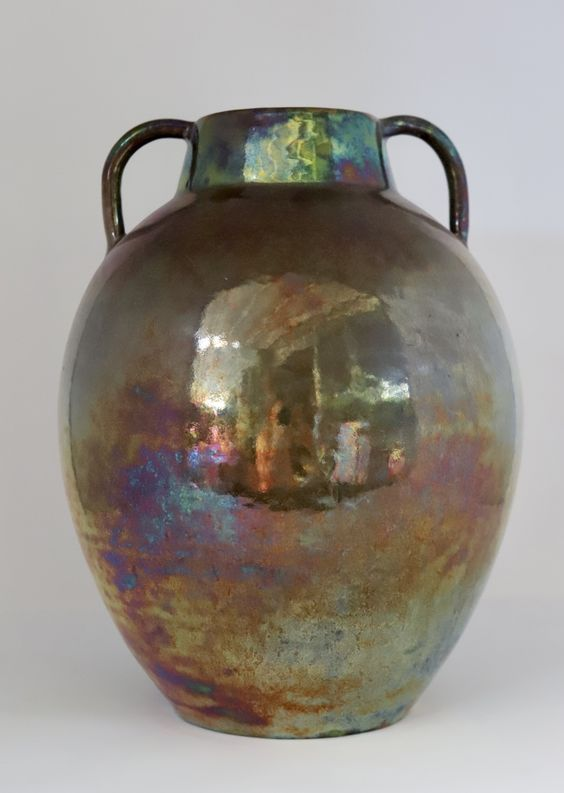
Riccardo Gatti e Gio Ponti - Vaso di forma ovoidale, biansato, modellato al tornio, in terracotta smaltata con lustri a riflessi metallici. Faenza, 1930 ca.

Nel 1932 riceve la Medaglia d’oro e la Croce al merito per la ceramica artistica all’Esposizione di Bologna e nel 1934 la Medaglia d’oro e la Croce al merito per la ceramica artistica e moderna all’Esposizione Mostra Campionaria di Firenze. Partecipa anche all’Esposizione Internazionale di Parigi del 1936 e nello stesso anno vince il Secondo Premio per la scultura alla VII Settimana Faentina. Nel 1938 a Berlino riceve un’altra Medaglia d’oro e nel 1942 è più volte premiato al IV Concorso Nazionale della Ceramica di Faenza. 
Dopo la guerra, nel 1946 Gatti è di nuovo al lavoro nella sua bottega a Faenza. Nel 1957 riceve al 15º Concorso della Ceramica di Faenza la Medaglia d’oro del Presidente del Senato della Repubblica. Nel 1959 Gatti è nominato Membro Societario dell’Istituto Internazionale della Legion d’Onore di Roma e in quello stesso anno vince il prestigioso Premio Palladio a Vicenza.